# Tonstufe
Als Tonstufe bezeichnet man einen einzelnen Ton einer diatonischen Tonleiter. Als Kernbestand des abendländischen Tonsystems kann man die sieben Tonstufen C, D, E, F, G, A und H ansehen, die Stammtöne.
Die Tonstufen einer gegebenen Tonleiter werden mit lateinischen Ordinalzahlen benannt: Prime (prima) = "die Erste", Sekunde (secunda) = die Zweite, Terz (tertia) die Dritte usw. Jeweils dieselbe Bezeichnung wird auch für das Intervall verwendet, das der Ton mit dem Grundton der Leiter bildet. Daher ist beispielsweise in der C-Dur-Tonleiter mit "die Terz" der Ton e gemeint;  "eine Terz" kann dagegen jedes der Intervalle c–e, d–f, e–g usw. bezeichnen. Wenn nicht das Intervall, sondern die Tonstufe gemeint ist, werden gelegentlich die deutlicheren Bezeichnungen Terzton, Quintton usw. benutzt.
Im Lauf der Geschichte wurde der Stammtonvorrat durch eingeschobene Zwischentöne erweitert, die aus den Stammtönen durch Erhöhung oder Erniedrigung um einen Halbton abgeleitet wurden. In der Notenschrift werden diese abgeleiteten Tonstufen mit entsprechenden Versetzungszeichen bezeichnet. Ein Stammton kann dabei nur entweder versetzt oder in ursprünglicher Form auftreten. Beispielsweise kann in der F-Dur-Tonleiter die vierte Stufe nur als b (das erniedrigte h) geschrieben werden; das – in gleichstufiger Stimmung identisch klingende – ais ist nicht verfügbar, weil das a zur Tonleiter gehört.